# 千鳥のなんしょんなぁ!
千鳥のなんしょんなぁ!（ちどりのなんしょんなぁ!）は、大阪・ABCラジオ（朝日放送）で水曜日25時30分～26時に放送されていたラジオ番組。2006年7月5日から2006年9月まで放送。現在は不定期に特番を放送している。

## 概要
- 吉本興業所属のお笑いコンビ、パーソナリティーの千鳥とアシスタントで吉本興業所属のピン女性芸人いがわゆり蚊の3人で務めるラジオ番組である。

- webioでも発信されている。
- 初回ではいがわゆり蚊の母が電話で出演した。
- トークが中心

## 出演者
- 千鳥（大悟・ノブ）
- いがわゆり蚊